# Liste der Monuments historiques in La Neuville-au-Temple
Die Liste der Monuments historiques in La Neuville-au-Temple führt die Monuments historiques in der französischen Gemeinde La Neuville-au-Temple auf.

## Liste der Objekte
| Bezeichnung                | Beschreibung                          | Standort                                                       | Kennzeichnung | Schutzstatus | Datum | Bild |
| -------------------------- | ------------------------------------- | -------------------------------------------------------------- | ------------- | ------------ | ----- | ---- |
| Skulptur einer Heiligen    | Holz, farbig gefasst, 18. Jahrhundert | Dampierre-au-Temple, in der Kirche St-Pierre-et-St-Paul (Lage) | PM51002501    | Inscrit      | 1977  |      |
| Kruzifix (1)               | Holz, farbig gefasst, 17. Jahrhundert | Dampierre-au-Temple, in der Kirche St-Pierre-et-St-Paul (Lage) | PM51002549    | Inscrit      | 1977  |      |
| Kruzifix (2)               | Holz, farbig gefasst, 15. Jahrhundert | Dampierre-au-Temple, in der Kirche St-Pierre-et-St-Paul (Lage) | PM51000361    | Classé       | 1977  |      |
| Gemälde Petrus und Paulus  | Ölfarbe auf Leinwand, 18. Jahrhundert | Dampierre-au-Temple, in der Kirche St-Pierre-et-St-Paul (Lage) | PM51002502    | Inscrit      | 1977  |      |
| Kruzifix                   | Holz, farbig gefasst, 17. Jahrhundert | Saint-Hilaire-au-Temple, in der Kirche St-Hilaire (Lage)       | PM51002519    | Inscrit      | 1977  |      |
| Skulptur Mariä Heimsuchung | Stein, 12. Jahrhundert                | Saint-Hilaire-au-Temple, in der Kirche St-Hilaire (Lage)       | PM51000977    | Classé       | 1964  |      |